# Церје (Краљево)
Церје је насељено место града Краљева у Рашком округу. Према попису из 2022. било је 395 становника.

## Демографија
У насељу Церје живи 501 пунолетни становник, а просечна старост становништва износи 40,5 година (38,7 код мушкараца и 42,4 код жена). У насељу има 200 домаћинстава, а просечан број чланова по домаћинству је 3,13.
Ово насеље је великим делом насељено Србима (према попису из 2002. године), а у последња три пописа, примећен је пад у броју становника.
|  |

| Демографија | Демографија | Демографија |
| Година      | Становника  | Становника  |
| ----------- | ----------- | ----------- |
| 1948.       | 624         |             |
| 1953.       | 732         |             |
| 1961.       | 804         |             |
| 1971.       | 738         |             |
| 1981.       | 718         |             |
| 1991.       | 672         | 664         |
| 2002.       | 625         | 629         |

| Етнички састав према попису из 2002.‍ | Етнички састав према попису из 2002.‍ | Етнички састав према попису из 2002.‍ | Етнички састав према попису из 2002.‍ | Етнички састав према попису из 2002.‍ |
| ------------------------------------ | ------------------------------------ | ------------------------------------ | ------------------------------------ | ------------------------------------ |
|                                      |                                      |                                      |                                      |                                      |
| Срби                                 | Срби                                 |                                      | 624                                  | 99,84%                               |
| Хрвати                               | Хрвати                               |                                      | 1                                    | 0,16%                                |
| непознато                            | непознато                            |                                      | 0                                    | 0,0%                                 |

| Година пописа     | 1948. | 1953. | 1961. | 1971. | 1981. | 1991. | 2002. |
| ----------------- | ----- | ----- | ----- | ----- | ----- | ----- | ----- |
| Број домаћинстава | 128   | 141   | 171   | 179   | 191   | 210   | 200   |

| Број чланова      | 1  | 2  | 3  | 4  | 5  | 6 | 7 | 8 | 9 | 10 и више | Просек |
| ----------------- | -- | -- | -- | -- | -- | - | - | - | - | --------- | ------ |
| Број домаћинстава | 40 | 42 | 31 | 51 | 22 | 8 | 2 | 4 | 0 | 0         | 3,13   |

| Пол    | Укупно | Неожењен/Неудата | Ожењен/Удата | Удовац/Удовица | Разведен/Разведена | Непознато |
| ------ | ------ | ---------------- | ------------ | -------------- | ------------------ | --------- |
| Мушки  | 268    | 77               | 166          | 16             | 6                  | 3         |
| Женски | 257    | 35               | 164          | 50             | 6                  | 2         |
| УКУПНО | 525    | 112              | 330          | 66             | 12                 | 5         |

| Пол    | Укупно                    | Пољопривреда, лов и шумарство | Рибарство                            | Вађење руде и камена | Прерађивачка индустрија       |
| ------ | ------------------------- | ----------------------------- | ------------------------------------ | -------------------- | ----------------------------- |
| Мушки  | 151                       | 16                            | 0                                    | 4                    | 35                            |
| Женски | 110                       | 52                            | 0                                    | 1                    | 21                            |
| УКУПНО | 261                       | 68                            | 0                                    | 5                    | 56                            |
| Пол    | Производња и снабдевање   | Грађевинарство                | Трговина                             | Хотели и ресторани   | Саобраћај, складиштење и везе |
| Мушки  | 4                         | 4                             | 8                                    | 1                    | 46                            |
| Женски | 0                         | 0                             | 12                                   | 6                    | 1                             |
| УКУПНО | 4                         | 4                             | 20                                   | 7                    | 47                            |
| Пол    | Финансијско посредовање   | Некретнине                    | Државна управа и одбрана             | Образовање           | Здравствени и социјални рад   |
| Мушки  | 22                        | 0                             | 3                                    | 1                    | 5                             |
| Женски | 2                         | 0                             | 0                                    | 3                    | 9                             |
| УКУПНО | 24                        | 0                             | 3                                    | 4                    | 14                            |
| Пол    | Остале услужне активности | Приватна домаћинства          | Екстериторијалне организације и тела | Непознато            | Непознато                     |
| Мушки  | 0                         | 0                             | 0                                    | 2                    | 2                             |
| Женски | 2                         | 0                             | 0                                    | 1                    | 1                             |
| УКУПНО | 2                         | 0                             | 0                                    | 3                    | 3                             |